# Personal Digital Cellular
Personal Digital Cellular (oder kurz PDC) war ein Mobilfunkstandard, der ausschließlich auf dem japanischen Markt genutzt wurde, wo er auch entwickelt worden ist. Er wurde wie GSM der zweiten Generation von Mobilfunk-Standards zugerechnet. Zu Hochzeiten hatte das System 80 Millionen Teilnehmer.
Der Standard wurde 1991 von der japanischen TV-Standardisierungsorganisation ARIB festgesetzt. Er verwendete die Frequenzbänder 800 MHz sowie 1,5 GHz und unterstützte Sprachübertragung und Dienste wie Anklopfen, Weiterleitung und Sprachmail. Außerdem war Datenübertragung bis 9,6 Kbit/s möglich. Am 31. März 2012 stellte NTT DoCoMo als letzter Betreiber den Dienst ein.